# المدرسة الوطنية للمهندسين بقفصة
المدرسة الوطنية للمهندسين بقفصة هي إحدى المؤسسات العليا التابعة لجامعة قفصة، وقد نشأت في جويلية 2005.